# Nowe Huty
Nowe Huty (kaszub. Nowé Hëtë) – wieś kaszubska w Polsce położona na Pojezierzu Bytowskim, w województwie pomorskim, w powiecie bytowskim, w gminie Tuchomie.
| SIMC    | Nazwa   | Rodzaj    |
| ------- | ------- | --------- |
| 1014027 | Porąbka | część wsi |
| 0752007 | Poręby  | część wsi |
| 1014033 | Wykowo  | część wsi |

W latach 1975–1998 miejscowość administracyjnie należała do województwa słupskiego. Miejscowość jest placówką Ochotniczej Straży Pożarnej.

## Historia
Wieś powstała w 1740 r., a rozwinęła się również w okresie napływu w te rejony kolonistów. W końcu XVIII wieku istniała tu huta szkła.